# 79К6 «Пеликан»
79К6 «Пеликан» — украинская подвижная трёхкоординатная радиолокационная станция кругового обзора с фазированной антенной решёткой.

## История
Работы по созданию этой радиолокационной станции начались ещё в советское время, однако договор на создание РЛС был заключён в 1992 году с министерством обороны Украины. В связи с ограниченным финансированием, научно-конструкторская документация на РЛС 79К6 была разработана к 2000 году, а первый опытный образец был изготовлен в 2006 году. В этом же году были проведены государственные испытания, а летом 2007 года РЛС была официально принята на вооружение вооружённых сил Украины.
Появление в украинской армии РЛС 79К6 позволило автономно использовать дивизионы зенитных ракетных комплексов С-300ПТ (ПС).
В ноябре 2009 года украинский Центр исследований армии, конверсии и разоружения объявил, что радиолокационная станция 79K6 входит в «Топ-10 самых важных украинских разработок в области вооружений и военной техники».
В октябре 2016 года РЛС 79К6 впервые использовали в ходе военных учений украинской  армии.
В июне 2018 года вооружённые силы Украины получили ещё одну станцию 79К6. Кроме того, в течение 2018 года проводились работы по модернизации РЛС 79К6 с целью обеспечить возможность её использования с ЗРК "Бук-М1".

## Описание
Станция предназначена для использования в составе войск ПВО и ВВС в качестве информационного звена для контроля и выдачи целеуказания зенитно-ракетным комплексам и автоматизированным системам управления воздушным движением.
РЛС обеспечивает:
- Обнаружение, сопровождение и измерение трёх координат воздушных объектов и их путевой скорости в условиях без помех и при воздействии естественных и организованных активных и пассивных помех, а также в условиях их комбинированного воздействия;
- определение государственной принадлежности воздушных объектов, получение от своих самолётов индивидуальной и полётной информации, её отображение и выдачу потребителям;
- определение по целеуказанию разности высот полёта воздушных объектов;
- определение угломестных и азимутальных пеленгов на постановщики активных помех;
- выдачу информации на автономные средства отображения и взаимодействие с командными пунктами региональных и вышестоящих национальных АСУ[3].

## Варианты и модификации
- 79К6[2]
- 80К6 «Феникс»[11] — экспортный[12] вариант 79К6 (угол обзора составляет 35 градусов), размещённый на двух КрАЗ-6446. Время развёртывания РЛС составляет 30 минут[2][4][13]
- 80К6Т — вариант 80К6, размещённый на двух автомобильных прицепах. Время развёртывания РЛС составляет 15 минут, инструментальная дальность — 500 км, высота - 40 км, угол обзора составляет 70 градусов[14]
- 80К6М — модернизированный экспортный вариант 80К6, представленный в 2013 году (угол обзора составляет 55 градусов), размещённый на одном автомобильном шасси МЗКТ повышенной проходимости[15]. Время развёртывания РЛС составляет 6 минут[2]
- 80К6К1 — вариант станции 80К6, установленный на двух грузовиках КрАЗ-6322 (демонстрационный образец был впервые представлен 30 сентября 2014 на XI-й международной специализированной выставке «Зброя та безпека-2014»). Время развёртывания РЛС составляет 6 минут[16], инструментальная дальность — 400 км[17]

## Тактико-технические характеристики
- Максимальная дальность обнаружения цели: 400 км.
- Дальность обнаружения цели на высоте полёта:
  - 100 м — 40 км,
  - 1000 м — 110 км,
  - 10–30 км — 300—350 км.

Основные ТТХ экспортного варианта РЛС 80К6:
- Рабочий диапазон частот: S
- Максимальные границы работы радиолокатора:
  - по дальности, км: 400
  - по  азимуту, град: 360
  - по углу места, град: 0…35, 55
  - по высоте, км: 40
- Период обзора, с: 5, 10
- Дальность обнаружения цели, при ЭПР=3—5 м² (при P=0,8, F=10-6) при высоте полёта 10 км: 200…250 км
- Тип антенны: цифровая фазированная антенная решётка
- Тип передатчика: многолучевой клистрон
- Пиковая мощность передатчика, кВт: 130
- Число лучей в вертикальной плоскости: 12
- Подавление пассивных помех, дБ: 50
- Подавление активных помех, дБ: 20
- Количество сопровождаемых целей, больше: 300
- Аппаратура системы распознавания государственной принадлежности: встроенная
- Количество транспортных единиц: 2
- Время разворачивания / сворачивания, мин.: 30

## Страны — эксплуатанты
- Украина — летом 2007 года[18] радиолокационная станция 79К6 была принята на вооружение вооружённых сил Украины[2][19]